# Aeroportul Ambriz
Aeroportul Ambriz (IATA: AZZ, ICAO: FNAM) este un aeroport din Ambriz, Ambriz⁠(d), Provincia Bengo, Angola ce deservește zona Ambriz. A fost numit după zona deservită.
Situat la o altitudine de 44 m, aeroportul dispune de 1 pistă.

## Infrastructură

### Piste
Aeroportul dispune de o singură pistă. Pista 16/34 are suprafața de sol. 